# Victor Kiam
Pour les articles homonymes, voir Kiam.
Victor K. Kiam (né le 7 décembre 1926 – mort le 27 mai 2001) était un entrepreneur américain et propriétaire des Patriots de la Nouvelle-Angleterre de 1988 à 1991. 
Après avoir été étudiant à Yale, la Sorbonne et Harvard, Victor Kiam devient vendeur pour Lever Brothers et Playtex. Il fait fortune à la tête de Remington Products.
En 1984, Victor Kiam achète les Patriots de la Nouvelle-Angleterre à son fondateur Billy Sullivan pour 84 millions de dollars.
En 1992, il fait banqueroute et a une forte dette envers James Orthwein et doit lui céder 51 % de ses parts dans les Patriots. 
Il meurt en 2001 à l'âge de 74 ans.